# Scheibenberg
Scheibenberg je grad u okrugu Erzgebirgskreis, u Slobodnoj državi Saskoj, Njemačka. Nalazi se na Rudnoj gori, 9 km jugozapadno od Annaberg-Buchholza i 9 km istočno od Schwarzenberga.

## Gradovi partneri
- Huisseau-sur-Mauves, Francuska (od 2000.)

## Vanjske poveznice
|  | Zajednički poslužitelj ima još gradiva o temi Scheibenberg |

- Službene stranice